# St. Pankraz (Oberösterreich)
St. Pankraz (auch Sankt Pankraz) ist eine Gemeinde in Oberösterreich im Bezirk Kirchdorf im Traunviertel mit 376 Einwohnern (Stand 1. Jänner 2024).

## Geografie
St. Pankraz liegt auf 531 m Höhe im Traunviertel. Die Ausdehnung beträgt von Nord nach Süd 9,7 km und von West nach Ost 8,7 km. Die Gesamtfläche beträgt 47,15 Quadratkilometer. 84 % der Fläche sind bewaldet und 8 % sind landwirtschaftlich genutzt. 1,4 % nehmen Gewässer ein. Nur 9,5 % der Fläche ist Dauersiedlungsraum und die Gemeinde ist mit 8 Einwohnern pro Quadratkilometer sehr dünn besiedelt, was sie zur bevölkerungsärmsten Gemeinde des Bezirks Kirchdorf macht.

### Gemeindegliederung
Das Gemeindegebiet umfasst zwei Ortschaften (in Klammern Einwohnerzahl Stand 1. Jänner 2024):
- Sankt Pankraz (308)
- Schalchgraben (68)

Die Gemeinde besteht aus der einzigen Katastralgemeinde St. Pankraz.
St. Pankraz gehört zur Tourismusregion Pyhrn-Priel.

### Nachbargemeinden
|                        | Molln                                       |            |
| Klaus an der Pyhrnbahn | Kompassrose, die auf Nachbargemeinden zeigt |            |
| Hinterstoder           | Vorderstoder                                | Roßleithen |

## Geschichte

### Ortsgeschichte
Die Bedeutung von St. Pankraz, das ursprünglich „Gschwendt“ hieß, bezieht sich auf die Frühzeit unserer Geschichte, da der Ort am uralten Handelsweg lag, der die deutschen Lande mit der Adria verband. Die ursprünglich keltische Bevölkerung wurde in der Römerzeit zu Kelto-Romanen, die die Römer über den Pyhrn geleiteten und beim Ausbau des Straßennetzes tätig waren.
Während der Völkerwanderung fielen germanische Stämme ein, von Osten rückten Alpenslawen vor, von Westen drangen die Bayern vor, die – letztere – die Region vermutlich friedlich dem Herzogtums Bayern eingliederten. Ab dem 12. Jahrhundert gehörte St. Pankraz zum Herzogtum Österreich, das Land war unter der Herrschaft von Grundherren, denen die Bauern untertan waren. Zunächst war das Stift Kremsmünster, dann die Stifte Bamberg und Gleink und zuletzt das 1190 von Bamberg gegründete Hospiz am Pyhrn. Diese feudale Besitzordnung blieb bis zur Bauernbefreiung im Jahr 1848 bestehen.
Während der Napoleonischen Kriege war der Ort mehrfach besetzt.
Seit 1918 gehört die Gemeinde zum Bundesland Oberösterreich. Nach dem Anschluss Österreichs an das Deutsche Reich am 13. März 1938 war sie dem Gau Oberdonau eingegliedert, 1945 erfolgte die Wiederherstellung Oberösterreichs.
St. Pankraz gehörte bis 2012 zum Gerichtsbezirk Windischgarsten und ist seit dem 1. Jänner 2013 Teil des Gerichtsbezirks Kirchdorf an der Krems.
Das von Roland Girtler konzipierte Wilderermuseum bestand von 2000 bis 2020 im früheren Heustadel des Gasthofes Steyrbrücke. Es ging auf die Oberösterreichische Landesausstellung 1998 zurück. Die Exponate befinden sich seit 2022 im Wilderer Museum in Molln (ehemals Museum im Dorf).

### Bevölkerungsentwicklung
1991 hatte die Gemeinde laut Volkszählung 372 Einwohner, 2001 dann 390 Einwohner. Dann sank die Bevölkerungszahl auf 359 im Jahr 2020.

## Kultur und Sehenswürdigkeiten
- Katholische Pfarrkirche St. Pankraz

## Wirtschaft und Infrastruktur
In St. Pankraz wohnen 170 Erwerbstätige. Davon arbeitet ein Fünftel in der Gemeinde, fast 140 Menschen pendeln aus. Von der Umgebung kommen 35 Personen, um in St. Pankraz zu arbeiten. Hier bietet die Landwirtschaft 13 Arbeitsplätze, 2 der Produktionssektor und mit Dienstleistungen sind rund 50 Angestellte beschäftigt.

### Verkehr

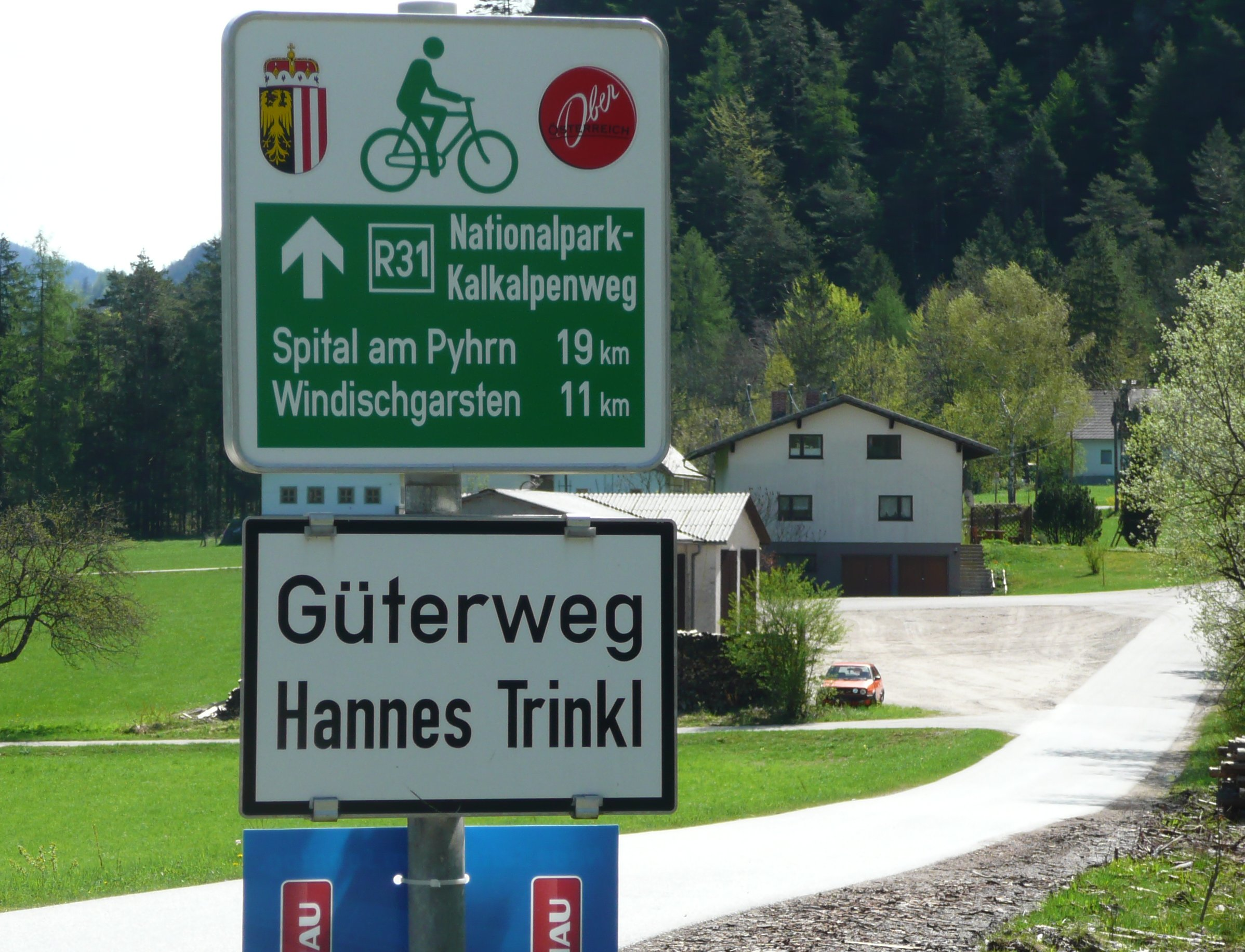
R31 und Güterweg Hannes Trinkl in St. Pankraz

- Nationalpark-Kalkalpenradweg (R31): Der Radweg hat seinen Startpunkt im Zentrum von St. Pankraz. Der Radweg führt durch das Tal der Teichl aufwärts nach Roßleithen und weiter nach Windischgarsten. Nach einer Fahrt über den Hengstpass endet der Radweg nach 45 km bei der Einmündung in den Hintergebirgsradweg bei Unterlaussa.

## Politik
Der Gemeinderat hat 9 Mitglieder.

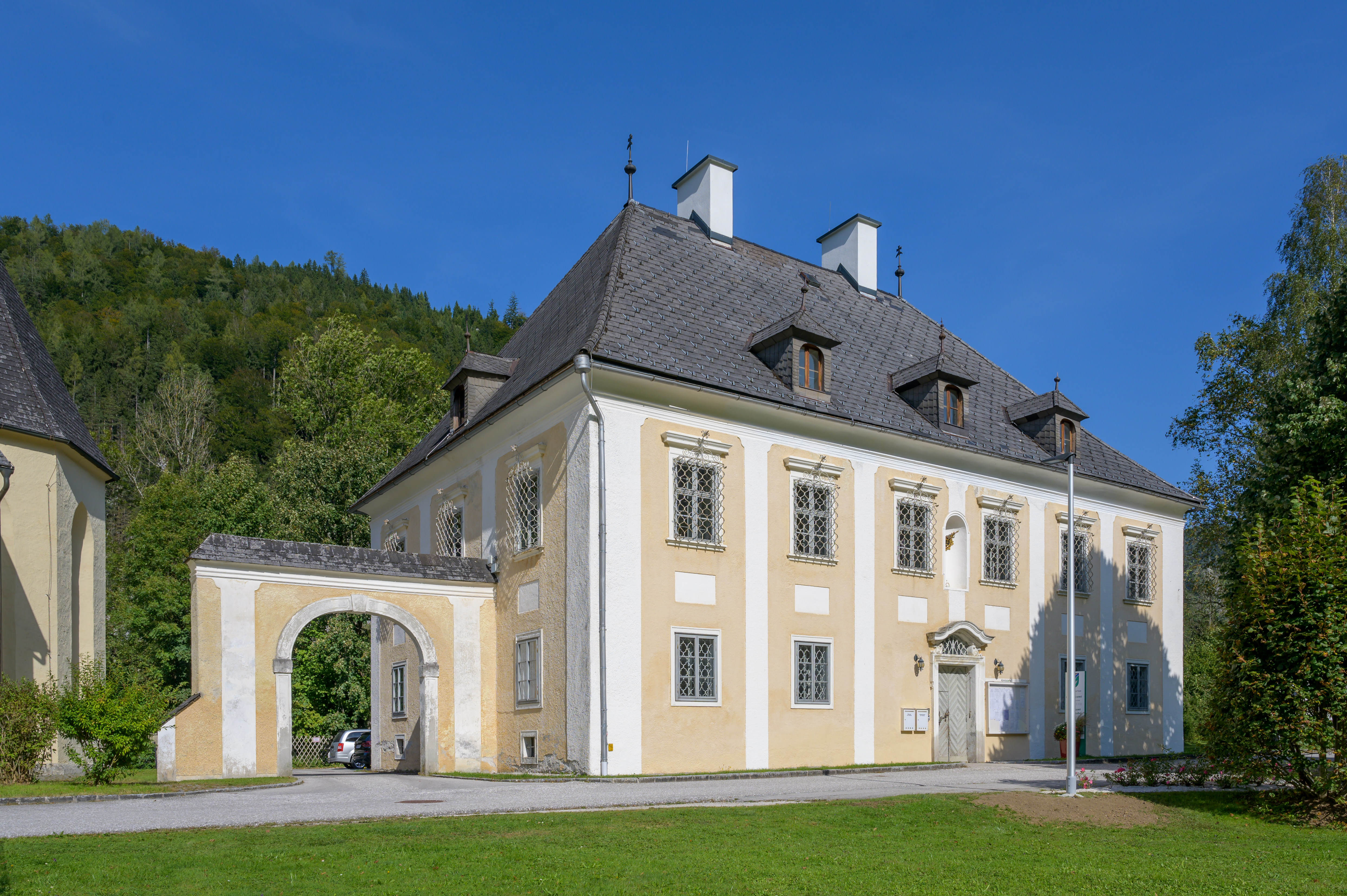
Pfarrhof und Gemeindeamt

- Mit den Gemeinderats- und Bürgermeisterwahlen in Oberösterreich 2003 hatte der Gemeinderat folgende Verteilung: 4 SPÖ, 3 FPÖ und 2 ÖVP.
- Mit den Gemeinderats- und Bürgermeisterwahlen in Oberösterreich 2009 hatte der Gemeinderat folgende Verteilung: 5 SPÖ, 2 ÖVP und 2 FPÖ.
- Mit den Gemeinderats- und Bürgermeisterwahlen in Oberösterreich 2015 hatte der Gemeinderat folgende Verteilung: 4 SPÖ, 3 FPÖ und 2 ÖVP.
- Mit den Gemeinderats- und Bürgermeisterwahlen in Oberösterreich 2021 hat der Gemeinderat folgende Verteilung: 3 SPÖ, 3 FPÖ und 3 ÖVP.[12][13]

### Bürgermeister
Bürgermeister seit 1850 waren:
- 1850–1861 Johann Thanner
- 1861–1864 Georg Pankler
- 1864–1876 Franz Royer
- 1876–1882 Gregor Royer
- 1882–1883 Andreas Aigner
- 1883–1888 Josef Popp
- 1888–1897 Franz Lattner
- 1897–1906 Georg Attensteiner
- 1906–1919 Franz Lattner
- 1919–1924 Friedrich Grenzfurtner
- 1924–1942 Mathäus Grabner
- 1942–1945 Friedruch Grenzfurtner
- 1945–1946 Rudolf Mitterhuber
- 1946–1949 Raimund Rieser
- 1949–1955 Rudolf Mitterhuber
- 1955–1966 Matthäus Grabner
- 1966–1967 Heinrich Hiebsch
- 1967–1973 Karl Tumeltshammer
- 1973–1977 Franz Baumschlager
- 1977–1979 Otto Löschenkohl
- 1979–1994 Herbert Hirschmugl
- 1994–2021 Manfred Degelsegger (SPÖ)
- 2021–2024 Christoph Schimpl (SPÖ)
- seit 2024 Reinhold Redtenbacher (FPÖ)

### Wappen
Blasonierung:
„Von Rot und Grün geteilt durch einen blauen, silbern bordierten, schräglinken Wellenbalken, begleitet nach der Figur oben von einem silbernen Schwert, unten von einem silbernen Tannenzapfen.“
Die Gemeindefarben sind Blau-Weiß-Rot.
Der Schrägfluss deutet auf die das Gemeindegebiet von Südosten nach Nordwesten querende Teichl. Der hl. Pankratius, Kirchenpatron und Ortsnamengeber, ist mit seinem Attribut, dem Schwert, in der oberen Hälfte des Wappens vertreten. Der mit holzigen Fruchtschuppen besetzte Tannenzapfen unterstreicht den Waldreichtum der Gemeinde mit 86 % forstwirtschaftlicher Nutzung der produktiven Fläche.

## Persönlichkeiten

### Söhne und Töchter der Gemeinde
- Hannes Trinkl (* 1968), Skirennläufer
- Schlagersänger Ibo (1961–2000) verstarb bei einem Verkehrsunfall in der Gemeinde